# Tert-Butylmagnesiumchlorid
tert-Butylmagnesiumchlorid ist eine metallorganische Verbindung aus der Gruppe der Grignard-Verbindungen.

## Herstellung
tert-Butylmagnesiumchlorid kann aus tert-Butylchlorid und Magnesium in Diethylether hergestellt werden. Perdeuteriertes tert-Butylmagnesiumchlorid (tert-Butylmagnesiumchlorid-d9) kann durch Reaktion von tert-Butylchlorid-d9 mit Magnesium in Tetrahydrofuran gewonnen werden.

## Reaktionen und Verwendung
tert-Butylmagnesiumchlorid addiert an Nitrile, wobei die Ausbeuten durch Zusatz von Kupfer(I)-bromid verbessert werden. Es wurde auch zur Herstellung von Sulfoxiden mit tert-Butylgruppe ausgehend von Thionylchlorid verwendet.
Durch Reaktion von tert-Butylmagnesiumchlorid mit Phosphortrichlorid wird Chlordi-tert-butylphosphin erhalten. Unter Zusatz von 10 Mol-% Kupfer(I)-iodid und 20 Mol-% Lithiumbromid kann eine dritte tert-Butylgruppe eingeführt werden, um Tri-tert-butylphosphin zu erhalten. Analog kann aus Phosphortrichlorid und tert-Butylmagnesiumchlorid-d9 das Tri-tert-butylphosphin-d27 hergestellt werden.
Die Reaktion mit Kohlenstoffdioxid ergibt Pivalinsäure. tert-Butylmagnesiumchlorid kann zur Herstellung von Tetramethylbutan verwendet werden. Dazu wird es in Diethylether in Gegenwart von Kupfer(I)-iodid mit einem Gemisch von tert-Butylchlorid und tert-Butyliodid im Verhältnis 11:1 umgesetzt.  Weiterhin wurde es in der Synthese des Buprenorphins eingesetzt, um die tert-Butylgruppe einzuführen. Es eignet sich als Starter für die Polymerisation von Vinylchlorid in Tetrahydrofuran.